# Любима Анна Олексіївна
Анна Олексіївна Любима (нар. 23 вересня 1996, Харків) – українська громадська діячка, підприємиця, волонтерка та експертка з міжнародного співробітництва, експорту та інвестицій. Керівниця департаменту міжнародного співробітництва Торгово-промислової палати України (ТПП України)armyinform.com.ua, відома участю в міжнародних проєктах та ініціативах, спрямованих на розвиток експорту, залучення інвестицій і підтримку України на глобальному рівні.

## Біографія
Народилася 23 вересня 1996 року в місті Харківpoltava.to. У 2020 році балотувалася до Полтавської обласної ради 8-го скликання від Радикальної партії Олега Ляшка (№58 у списку, округ 6), однак депутатського мандата не отрималаchesno.org. З початком повномасштабного російського вторгнення в Україну у лютому 2022 року активно долучилася до волонтерської діяльності.

## Освіта
Має вищу освітуchesno.org. (За даними відкритих джерел, здобула освіту в Київському національному університеті імені Тараса Шевченка – Taras Shevchenko National University of Kyiv<sup>джерело?</sup>). Спеціалізація Любіми пов’язана з міжнародними економічними відносинами, що згодом визначило сферу її професійної діяльності.

## Кар'єра
З 2014 року працює в системі Торгово-промислової палати України. У 2018 році очолила департамент міжнародного співробітництва ТПП України, координуючи розвиток відносин з іноземними палатами, державними установами, бізнес-асоціаціями та міжнародними організаціями. Є членкинею правління ТППУ, а також виконавчою директоркою Центру міжнародного ділового співробітництва при ТПП.
Упродовж 2022–2025 років координувала ділові місії до ПАР, Кенії, Індонезії, Аргентини, Туреччини, Японії, Чехії, Німеччини, Польщі, Азербайджану, Саудівської Аравії та інших країн. Учасниця та організаторка міжнародних економічних форумів, виставок, бізнес-діалогів.
Брала участь у кампанії з виключення Російської Федерації з Міжнародної торгової палати (ICC), про що повідомляли ЗМІ:
https://armyinform.com.ua/2022/07/31/nashe-golovne-dosyagnennya-vyklyuchennya-rosiyi-z-mizhnarodnoyi-torgovoyi-palaty-anna-lyubyma/
Як представниця ТПП, вона співпрацює з міжнародними організаціями та програмами розвитку. Зокрема, брала участь у проєктах за підтримки USAID, GIZ, EU4Business тощо, спрямованих на цифрову трансформацію бізнесу та підтримку малого і середнього підприємництва в Україніoecd.orgoecd.org. Експертні напрацювання Любіми були враховані у звітах ОЕСР щодо підвищення стійкості української економіки та розвитку експорту в умовах війниoecd.org.
- Обрана до керівного складу Торгово-промислової палати України у 2025 році.
- Запрошена до участі в програмі Swedish Trade Academy, інтерв'ю з якою опубліковано на сайті Шведського агентства з міжнародного розвитку:  https://www.kommerskollegium.se/en/development-and-sustainability/development-cooperation/trade-academy-trade-promotion/participant-interviews-autumn-2024/

## Експертиза
Анна Любима є визнаною експерткою з міжнародної торгівлі, зокрема з питань виходу українського бізнесу на ринки Глобального Півдня. Вона представляла Україну в регіональних форумах у Кенії, ПАР, Індонезії, Малайзії, Аргентині тощо. Її коментарі публікувались у міжнародних і національних медіа, зокрема:
- Business Insider:  https://www.businessinsider.com/sc/why-support-from-the-global-south-is-critical-for-peace-in-ukraine
- Euromaidan Press:  https://euromaidanpress.com/2023/12/01/how-ukraine-tries-to-woo-the-global-south/
- South African outlet IOL:  https://www.iol.co.za/saturday-star/news/ukrainian-delegation-makes-heartfelt-plea-of-support-to-south-africa-7630d2df-43b8-4def-9804-8af741fb2676
- Indonesian Antara News:  https://en.antaranews.com/news/272442/ukrainian-civil-society-visits-indonesia-to-strengthen-relations

## Публікації та виступи
Авторка наукових і публіцистичних матеріалів з економічної дипломатії та розвитку експорту:
- Baltic Journal of Economic Studies, Vol. 7 No. 5 (2021):  https://www.baltijapublishing.lv/index.php/issue/article/view/1421
- Businesswoman.org.ua — статті:  https://businesswoman.org.ua/ukrayina-ta-krayiny-globalnogo-pivdnya-spivpraczya-v-umovah-globalnyh-vyklykiv/ https://businesswoman.org.ua/anna-lyubyma-pro-eksportnyj-potenczial-ukrayinskyh-kompanij-v-yaponiyu/

Коментаторка у Forbes Ukraine:
- https://forbes.ua/business/ravlik-yakiy-ne-zupinyaetsya-virobnik-korisnikh-solodoshchiv-bob-snail-za-rik-viyshov-v-13-krain-peretnuv-poznachku-15-mlrd-grn-vitorgu-u-2024-rotsi-yak-tse-vdalosya-26032025-28272
- https://forbes.ua/business/shlyakh-dovzhinoyu-v-desyat-rokiv-ukrainskiy-virobnik-collar-zayshov-u-odnu-z-naybilshikh-merezh-zoomagaziniv-v-ssha-yak-im-tse-vdalosya-05052025-29471
- https://forbes.ua/company/diversifikatsii-pidlyagayut-ukrainskiy-biznes-pidkoryue-rinki-polshchi-rumunii-bolgarii-y-turechchini-golovni-nyuansi-ekspansii-08032023-12171

## Подкаст
Анна Любима є ведучою подкасту Київської школи державного управління імені Сергія Нижного, присвяченого міжнародним відносинам, дипломатії та ролі громадянського суспільства:
https://www.youtube.com/watch?v=3FQRGuI1qKk&t=32s

## Громадська діяльність
Анна Любима відома своєю волонтерською та громадською активністю, особливо в умовах російсько-української війни. В кінці лютого 2022 року вона стала співініціаторкою створення Міжнародного штабу допомоги українцям – глобальної волонтерської платформи, запущеної за участі ТПП України. Цей штаб з 25 лютого 2022 року об’єднав зусилля українських та закордонних партнерів (торгово-промислових палат, бізнес-об’єднань, благодійних фондів) для координації гуманітарної допомоги Україніarmyinform.com.ua. За словами Любіми, завдяки роботі штабу вдалося налагодити постачання гуманітарної допомоги з 51 країни світу, найбільшу підтримку надали Німеччина, Люксембург та інші країни Європиarmyinform.com.ua. Допомога включала продукти, одяг, медикаменти, а також захисне спорядження і тактичну медицину для українських військових. Любіма зазначила, що пріоритетом штабу була допомога Збройним силам України та постраждалим регіонам, зокрема Харківській, Запорізькій, Миколаївській, Херсонській, Донецькій і Луганській областямarmyinform.com.ua.
Як посадовиця ТПП України, Любіма доклала зусиль для міжнародної ізоляції агресора на економічному фронті. Зокрема, одним із досягнень вона назвала виключення торгової палати Росії зі складу Міжнародної торгової палати (ICC) невдовзі після початку вторгненняarmyinform.com.ua. За її словами, українська сторона відразу після 24 лютого 2022 року направила офіційні звернення до всіх міжнародних партнерів і домоглася виключення російського представництва з ICC, що стало прецедентом у світовій діловій спільнотіarmyinform.com.ua.
Протягом 2023 року Анна Любіма активно представляла українське громадянське суспільство за кордоном. Вона взяла участь у низці міжнародних делегацій українських громадських лідерів до країн Глобального Півдня. У лютому 2023 року відвідала Індонезію у складі делегації з метою зміцнення соціально-економічних зв’язків та заручення підтримкою Індонезії для припинення війни в Україніen.antaranews.com. Під час цього візиту Любіма провела переговори в Міністерстві торгівлі Індонезії та в Торгово-промисловій палаті Індонезії (KADIN), обговоривши можливості співпраці в галузях сільського господарства, ІТ, харчової та фармацевтичної промисловості, енергетики тощоen.antaranews.comen.antaranews.com. У квітні 2023 року Любіма як член делегації відвідала Південно-Африканську Республіку, де українські активісти зустрічалися з представниками уряду ПАР та бізнес-спільнотою, закликаючи використати вплив ПАР у рамках БРІКС для допомоги Україніiol.co.za. Виступаючи в Йоганнесбурзі, вона наголосила, що українці «хочуть, аби про нашу країну знали не лише у зв’язку з війною – адже Україна може запропонувати світу значно більше»iol.co.za, зокрема співпрацю в агросекторі, машинобудуванні та металургіїiol.co.za. Також Анна Любіма підкреслювала спільність цінностей свободи, демократії і толерантності між українським та південноафриканським народами, заради яких обидві країни історично боролисяiol.co.za.
У березні 2023 року Любіма взяла участь у візиті української делегації до Бразилії та Аргентини, метою якого було налагодження зв’язків із південноамериканським громадянським суспільством та донесення правди про російську агресію. До складу делегації увійшли представники різних сфер (права людини, церкви, бізнесу, науки); Анна Любима була представлена як директорка департаменту міжнародного співробітництва ТПП Україниinfobae.com. В Буенос-Айресі вона спільно з колегами зустрічалася з аргентинськими урядовцями, дипломатами, експертними колами та журналістами, обговорюючи питання притягнення російського керівництва до відповідальності та пошук підтримки для Україниinfobae.com. У своїх виступах вона акцентувала, що війна в Україні має глобальні наслідки – зокрема, підриває продовольчу безпеку у світі та дестабілізує світові ринкиbusinessinsider.com – тому підтримка України з боку країн Глобального Півдня є інвестицією у стабільність і процвітання цих регіонів.
Є співзасновницею низки ініціатив, зокрема пов’язаних з жіночим підприємництвом. У 2024 році ініціювала запуск платформи для координації жіночих бізнес-організацій в Україні, а також менторської програми для жінок-підприємниць.
У 2023 році виступала за створення спеціального міжнародного трибуналу для притягнення до відповідальності керівництва РФ за воєнні злочини:
https://www.infobae.com/america/mundo/2023/03/18/piden-la-creacion-de-un-tribunal-especial-para-que-putin-sea-juzgado-por-los-crimenes-en-ucrania/

## Публікації та виступи
Анна Любіма регулярно виступає в медіа та на публічних заходах як експерт з міжнародної економічної співпраці. Її коментарі та аналітичні оцінки публікують як українські, так і зарубіжні видання. Зокрема, у виданні Business Insider (США) Любіма деталізувала вплив війни на глобальну економіку: зазначила, що блокада росіянами українських чорноморських портів призвела до стрімкого зростання світових цін на кукурудзу, пшеницю, ячмінь та олію, посиливши проблему голоду від Латинської Америки до Африкиbusinessinsider.com. Вона зауважила, що Україна до війни експортувала втричі більше продовольства, ніж споживає сама, тож відновлення її експорту є ключовим для глобальної продбезпеки. Також у Business Insider Любіма звертала увагу на способи обходу Росією міжнародних санкцій – наприклад, переорієнтацію експорту нафти через іранські порти в 2023 році – і наголосила, що такі дії продовжують війну та дестабілізують світову економікуbusinessinsider.com.
Портал Euromaidan Press (англомовне незалежне видання про Україну) цитував експертні коментарі Любіми щодо поглиблення співпраці України з країнами Азії, Африки та Латинської Америки. В одному з матеріалів вона визнала, що створення спільного ринку з державами Глобального Півдня – складне завдання, яке потребує часу і зусильeuromaidanpress.com. В іншому інтерв’ю Euromaidan Press Любіма спростовувала хибні уявлення про конкуренцію з боку українських компаній за кордоном – зокрема, коментуючи торговельні непорозуміння між Україною та Польщею, вона підкреслила, що твердження ніби український бізнес «витісняє» польський є некоректнимeuromaidanpress.com. Таким чином, її позиція полягає в тому, що слід шукати моделі співпраці (наприклад, створення спільних підприємств, кооперація у ланцюгах постачання), а не протиставляти бізнес інтереси двох країн.
Активність Любіми висвітлювали і інші авторитетні ЗМІ. Аргентинське видання Infobae відзначило її участь у південноамериканському турне українських громадських діячів і наводило її титул як експертки з міжнародної торгівліinfobae.com. Південноафриканське видання IOL (Independent Online) цитувало виступ Любіми в Йоханнесбурзі про важливість зміцнення економічних зв’язків України з Африкою та про спільність демократичних цінностей українців і південноафриканцівiol.co.za. Крім того, вона героїня публікацій українських видань: давала інтерв’ю інформаційному агентству Міністерства оборони АрміяInform, де розповіла про економічний фронт війни та зусилля ТПП України із залучення іноземних інвестицій у воєнний часarmyinform.com.uaarmyinform.com.ua, а також ділилася експертними порадами для українських експортерів у спеціалізованих медіа про діаспору та бізнес («Світове українство», «Бізнес. UA» тощо).
Анна Любіма є спікеркою численних бізнес-форумів, конференцій та освітніх заходів. Вона виступала перед українськими підприємцями та студентами економічних спеціальностей, зокрема, презентувала роль ТПП України та можливості для молоді на ярмарках вакансій і бізнес-семінарахknutd.edu.ua. Також брала участь у торговельних місіях та двосторонніх бізнес-форумах (Україна–Туреччина, Україна–ПАР тощо), де представляла експортний потенціал України та допомагала налагоджувати прямі контакти між підприємцями різних країн.